# 212형 잠수함
212형 잠수정(U-Boote der Klasse 212 A)은 독일 해군이 보유하고 있는 최신형 잠수함이다.

## AIP
2007년 진수한 잠수함 중 연료 전지형 AIP 시스템을 채택한 잠수함은 212형과 러시아의 라다급 잠수함이 유일하다.

## 같이 보기
- 209형 잠수함
- 214형 잠수함
- 장보고급 잠수함
- 손원일급 잠수함